# Пожары в Могилёве
Пожары в Могилеве

## До XIX века
7 июня 1581 года, в ходе Ливонской войны, Могилев, который входил в состав Великого Княжества Литовского, подвергся осаде и был разрушен, часть домов сожжена.
13 декабря 1595 года украинские казаки-повстанцы Северина Наливайко штурмом взяли Могилев и в течение двух недель грабили и жгли город. Сгорело более 500 жилых домов, около 400 торговых лавок и 7 церквей.
В 1626 году пожар уничтожил укреплении Ближнего вала. Вместе с центральной частью города предположительно сгорела и Никольская церковь.
В 1663 сгорел Могилевский замок. В 1664 году пожар уничтожил все деревянные постройки замка, а уже через год зимой в городе снова случился пожар.
8 сентября 1708 года во время Северной войны (1700—1721) войска Петра I, через несколько недель после изрядного разграбления Могилева войсками шведского короля Карла XII, которые стояли здесь около 2-х месяцев, 8 сентября сожгли цветущий и богатый торгово-купеческо-ремесленный город. Тогда сгорела вся правобережная (вместе с центром) часть города. Деревянное Луполово уцелело. Его жители вовремя укрыли и спрятали все лодки и другие «переправочные средства». Сгорело 1700 домов и все церкви и костелы. Уцелел только Троицкий посад.
В 1748 году в Могилеве случился большой пожар, которым были уничтожены Богоявленская и Спасская церкви.
В 1778 году основная масса деревянных построек, которые располагались на территории Могилевского замка, сгорела во время пожара.

## XIX век
В 1810 году зафиксирован пожар в центре города. Сгорела Богоявленская церковь и Станиславский костел.
В 1847 году произошел пожар в центре города. Сгорела почтовая контора, после чего она стала располагаться в частном доме. Сгорел сад Станиславского костела — более 80 деревьев.
В 1870 сгорел экзерциргауз.

## XX век
6 июня 1910 года в один день в Луполове сгорело 700 домов и 2 церкви, а также погибло около 20 человек, в том числе и пожарные. Это был самый большой пожар за всю историю Могилева. В частности, огонь уничтожил и самый лучший городской бордель, вынесенный властями города подальше от центральных улиц. Это трагедия стала известна в большинстве стран мира. На город обрушилась величайшая беда — пожар уничтожил колоссальное количество зданий: 6 (19) июня в Луполове сгорели 624 жилых дома и 2 церкви, а 7 (20) июня еще 3 кирпичных и 73 деревянных дома. Потери составили 2 миллиона 290 тысяч рублей. Целые улицы превратились в пепел, сотни людей стали нищими. Городских ресурсов для оказания помощи не хватало, так как в 1910 году доход г. Могилева составил 439.552 руб. 02 коп. Чтобы устранить все потери, необходимо было бы в течение пяти лет весь городской доход выделять на оказание помощи жертвам пожара. Но ведь городу нужно было нести и другие расходы. Весть об этом несчастье облетела весь мир. В комитет помощи пострадавшим поступали большие пожертвования из Нью-Йорка, Парижа, Мельбурна, даже из Весьегонска. Все это помогло постепенно застроить опустошенные части города новыми домами с обеспечением правил пожарной безопасности: более широкими улицами и т. д. Безусловно, содействовала привлечению помощи и еврейская солидарность, ведь многие погорельцы были еврейской национальности.
Весной и летом 1913 года в Могилеве произошло всего 4 пожара, которые уничтожили 734 дома. Две трагедии произошли из-за «дурного устройства печей и труб», две — по неосторожности. Осенью пожаров не было, возможно, потому, что почти не было чему гореть.

## XXI век
25 октября 2017 года на территории бывшего регенератарного завода в Могилеве загорелся склад с шинами. Пожар распространился на территории около 800 квадратных метров, а дым от него был виден чуть ли не из всех точек города.

## Борьба с пожарами
25 июля 1853 года в Могилеве создана городская пожарная команда. Этот день считается днем рождения могилевской противопожарной службы, но известно, что организованные пожарные команды существовали в городе и раньше. В 1895 году образовано добровольное пожарное общество.